# 단일항 상태

단일항, 이중항, 삼중항 상태의 원자 예시.

양자역학에서 단일항 상태(singlet state)는 일반적으로 모든 전자가 쌍을 이루는 시스템을 나타낸다. '단일항'이라는 용어는 원래 순 각운동량이 0인 입자들의 연결된 집합을 의미했으며, 이는 전체 스핀 양자수 {\displaystyle s=0}임을 의미한다. 결과적으로 단일항 상태는 하나의 스펙트럼 선만 나타낸다. 반면 이중항 상태는 짝을 이루지 않은 전자가 하나 있으며 스펙트럼 선의 이중 분할을 보여주고, 삼중항 상태는 짝을 이루지 않은 전자가 두 개 있으며 스펙트럼 선의 삼중 분할을 보여준다.

## 역사
단일항 및 관련 스핀 개념인 이중항 및 삼중항은 원자물리학 및 핵물리학에서 자주 발생하며, 입자들의 집합에 대한 총 스핀을 결정해야 하는 경우가 많다. 관찰된 기본 입자 중 스핀이 0인 입자는 매우 접근하기 어려운 힉스 보손뿐이므로, 일상 물리학에서의 단일항은 개별 스핀이 0이 아닌 입자들, 예를 들어 ⁠1/2⁠ 또는 1의 집합으로 구성된다.
"단일항"이라는 용어의 기원은 순 각운동량이 0인 속박된 양자 시스템이 이중 선(이중항 상태) 또는 삼중 선(삼중항 상태)과 달리 단일 스펙트럼 선 내에서 광자를 방출한다는 사실에 있다. 이 단일항 스타일 용어법에서 스펙트럼 선의 개수 {\displaystyle n}은 스핀 양자수와 간단한 관계를 갖는다: {\displaystyle n=2s+1}, {\displaystyle s=(n-1)/2}.
단일항 스타일 용어법은 수학적 특성이 각운동량 스핀 상태와 유사하거나 동일한 시스템에도 사용되며, 이는 전통적인 스핀이 관련되지 않은 경우에도 마찬가지이다. 특히 아이소스핀 개념은 양성자와 중성자의 놀라운 유사성을 다루기 위해 입자 물리학 역사 초기에 개발되었다. 원자핵 내에서 양성자와 중성자는 마치 하나의 입자 유형인 핵자로 작용하는 것처럼 다양한 방식으로 행동하며, 핵자는 두 가지 상태를 갖는다. 따라서 양성자-중성자 쌍은 비유적으로 이중항으로 불렸고, 가설상의 핵자는 이 두 상태를 구별하기 위해 스핀과 유사한 이중항 양자수 {\displaystyle I_{3}={\tfrac {1}{2}}}를 할당받았다. 따라서 중성자는 아이소스핀 {\displaystyle I_{3}(n)=-{\tfrac {1}{2}}}를 갖는 핵자가 되었고, 양성자는 {\displaystyle I_{3}(p)=+{\tfrac {1}{2}}}를 갖는 핵자가 되었다. 아이소스핀 이중항은 {\displaystyle s={\tfrac {1}{2}}} 각운동량 이중항과 동일한 SU(2) 수학적 구조를 공유한다. 이 초기 입자 물리학의 핵자에 대한 초점은 이후 양성자와 중성자가 각각 세 개의 쿼크로 구성된 속박 시스템으로 해석되는 보다 근본적인 쿼크 모델로 대체되었다는 점을 언급해야 한다. 아이소스핀 비유는 쿼크에도 적용되며, 양성자와 중성자에서 발견되는 쿼크에 대한 위("isospin up"과 같은 의미)와 아래("isospin down"과 같은 의미)라는 이름의 원천이 된다.
각운동량 상태의 경우 단일항 스타일 용어법은 삼중항(스핀=1) 이상에서는 거의 사용되지 않지만, 특정 특징을 공유하고 스핀 이상의 양자수로 서로 구별되는 훨씬 큰 입자 집단과 하위 집단을 설명하는 데 역사적으로 유용함이 입증되었다. 이러한 단일항 스타일 용어법의 광범위한 사용 예시 중 하나는 유사 스칼라 중간자의 아홉 멤버 "노넷"이다.

## 예시
가장 간단한 가능한 각운동량 단일항은 스핀 방향("위"와 "아래")이 서로 반대되도록 배향된 두 개의 스핀-1/2 (페르미온) 입자 집합(속박 또는 비속박)이다. 즉, 반평행이다.
단일항 상태를 나타낼 수 있는 가장 간단한 가능한 속박된 입자 쌍은 포지트로늄으로, 이는 서로 반대되는 전하에 의해 속박된 전자와 양전자 (반전자)로 구성된다. 포지트로늄의 전자와 양전자는 동일하거나 평행한 스핀 방향을 가질 수도 있으며, 이는 스핀 1 또는 삼중항 상태를 갖는 실험적으로 구별되는 형태의 포지트로늄을 야기한다.
비속박된 단일항은 양자 거동을 나타낼 만큼 작은 (예: 입자, 원자 또는 작은 분자) 두 엔티티 쌍으로 구성되며, 반드시 동일한 유형일 필요는 없으며, 네 가지 조건이 충족된다.
1. 두 엔티티의 스핀 크기가 동일하다.
2. 두 엔티티의 현재 스핀 값은 고전적 공간과 시간의 이전 위치에서 하나의 잘 정의된 양자 사건(파동 함수)에서 비롯되었다.
3. 원래 파동 함수는 두 엔티티를 순 각운동량이 0이 되도록 관련시키며, 이는 실험적으로 감지될 때 각운동량 보존에 의해 스핀이 완전 반대(반평행) 상태가 되도록 요구할 것이다.
4. 양자 사건 이후 스핀 상태가 교란되지 않았다 – 이는 우주 어디에도 상태에 대한 고전적 정보(관찰)가 존재하지 않는다는 주장과 동일하다.

쌍에 대해 어떤 스핀 값을 사용할 수 있지만, 스핀 크기가 가능한 작을수록 얽힘 효과가 수학적으로나 실험적으로 가장 강하며, 스핀-1/2을 갖는 엔티티(예: 전자 및 양전자)에서 최대 효과가 발생한다. 비속박된 단일항에 대한 초기 사고 실험은 일반적으로 두 개의 반평행 스핀-1/2 전자를 사용하는 것으로 가정했다. 그러나 실제 실험은 대신 스핀 1 광자 쌍을 사용하는 데 초점을 맞추는 경향이 있다. 이러한 스핀 1 입자에서는 얽힘 효과가 다소 덜 두드러지지만, 광자는 상관된 쌍으로 생성하기가 더 쉽고 (일반적으로) 교란되지 않은 양자 상태를 유지하기가 더 쉽다.

## 수학적 표현
포지트로늄이 단일항 및 삼중항 상태를 형성할 수 있다는 사실은 두 개의 이중항 표현(전자와 양전자를 의미하며 둘 다 스핀-1/2 이중항임)의 텐서곱이 딸림 표현 (삼중항 또는 스핀 1 상태)과 자명한 표현 (단일항 또는 스핀 0 상태)의 합으로 분해될 수 있다는 수학적 진술로 설명된다. 포지트로늄 삼중항 및 단일항 상태의 입자 해석이 더 직관적일 수 있지만, 수학적 설명은 양자 상태 및 확률에 대한 정확한 계산을 가능하게 한다.
이러한 수학적 정밀도는 예를 들어 단일항 및 이중항이 회전 연산 하에서 어떻게 행동하는지 평가하는 것을 가능하게 한다. 스핀-1/2 전자는 회전 하에서 이중항으로 변환되므로, 회전에 대한 실험적 반응은 해당 이중항의 기본 표현, 특히 리 군 SU(2)를 사용하여 예측할 수 있다. 따라서 전자의 스핀 상태에 연산자 {\displaystyle {\vec {S}}^{2}}를 적용하면 항상 {\textstyle \hbar ^{2}\left({\frac {1}{2}}\right)\left({\frac {1}{2}}+1\right)=\left({\frac {3}{4}}\right)\hbar ^{2}}, 즉 스핀-1/2이 된다. 이는 스핀-업 및 스핀-다운 상태가 모두 동일한 고유값을 갖는 연산자의 고유 상태이기 때문이다.
마찬가지로 두 전자 시스템의 경우 {\displaystyle \left({\vec {S}}_{1}+{\vec {S}}_{2}\right)^{2}}를 적용하여 총 스핀을 측정할 수 있으며, 여기서 {\displaystyle {\vec {S}}_{1}}은 전자 1에 작용하고 {\displaystyle {\vec {S}}_{2}}는 전자 2에 작용한다. 이 시스템은 두 가지 가능한 스핀을 가지므로, 총 스핀 연산자에 대해 스핀 0 및 스핀 1 상태에 해당하는 두 가지 가능한 고유값과 해당 고유 상태를 갖는다.

## 단일항과 얽힌 상태
단일항 상태의 입자는 서로 국부적으로 속박될 필요가 없다. 예를 들어, 각운동량을 보존하는 단일 양자 사건으로부터 방출될 때 두 전자의 스핀 상태가 상관되어 있다면, 각운동량 상태가 교란되지 않는 한, 시간이 지남에 따라 공간적 분리가 무한히 증가하더라도 결과 전자는 공유된 단일항 상태로 남아 있다. 디랙 표기법에서 이러한 거리 무관 단일항 상태는 일반적으로 다음과 같이 표현된다.
{\displaystyle {\frac {1}{\sqrt {2}}}\left(\left|\uparrow \downarrow \right\rangle -\left|\downarrow \uparrow \right\rangle \right).}
공간적으로 확장된 비속박 단일항 상태의 가능성은 상당한 역사적, 심지어 철학적 중요성을 갖는다. 이러한 상태에 대한 고려가 현재 양자 얽힘이라고 불리는 현상의 이론적 및 실험적 탐구 및 검증에 중요하게 기여했기 때문이다. 포돌스키와 로젠과 함께 아인슈타인은 공간적으로 분리된 얽힌 입자의 비국부성에 대해 그가 본 우려를 정의하는 데 도움이 되도록 EPR 역설 사고 실험을 제안했으며, 이를 사용하여 양자 역학이 불완전하다는 주장에 사용했다. 1951년 데이비드 봄은 스핀 단일항 상태를 사용하여 "역설"의 버전을 공식화했다.
EPR-봄 사고 실험이 포착한 어려움은 공간적으로 분포된 단일항 상태로 준비된 두 입자 중 하나에 대한 각운동량의 공간적 성분을 측정함으로써, 얻어진 측정 결과에 조건화된 나머지 입자의 양자 상태가 "즉각적으로" 변경되는 것처럼 보인다는 것이다. 두 입자가 시간이 지남에 따라 광년의 거리로 분리되었더라도 말이다. 수십 년 후, 아인슈타인의 국부성 우선 관점을 강력히 옹호했던 존 스튜어트 벨은 벨 부등식을 증명하고 이를 사용하여 단일항 얽힘의 존재 또는 부재를 실험적으로 평가할 수 있음을 보여주었다. 아이러니하게도 벨의 희망이었던 얽힘을 부정하는 대신, 이후의 실험은 얽힘의 현실을 확립했다. 실제로 이제는 공간적으로 확장된 단일항의 존재 및 거동에 근본적으로 의존하는 작동 방식을 갖는 상업적인 양자 암호 장치가 존재한다.
아인슈타인의 국부성 원칙 중 더 약한 형태는 그대로 유지된다. 즉, 양자 얽힘 사건을 사용하더라도 고전적 정보는 빛의 속도 c보다 빠르게 전송될 수 없다. 이 국부성의 형태는 EPR 및 벨 부등식 논문에서 사용된 "아인슈타인 국부성" 또는 "국부적 실재론" 개념보다 약하지만, 인과성 역설의 출현을 방지하는 데 충분하다.

## 같이 보기
- 이중항 상태
- 스핀 다중도
- 삼중항 상태
- 헬륨 원자